# Salhouse Broad
Der Salhouse Broad ist ein See in der englischen Grafschaft Norfolk. Er liegt am Fluss Bure zwischen den Orten Wroxham und Horning.

## Lage
Der Salhouse Broad wird in erster Linie von Sportbootfahrern vom Flusslauf des Bure aus angesteuert. Auf halbem Weg zwischen den für ihr reichhaltiges Angebot für den Bootstourismus bekannten Orten Wroxham und Horning bietet sich hier die Möglichkeit, anzulegen oder in ruhigem Gewässer vor Anker zu gehen. Am Südufer des Sees können rund 30 Kabinenkreuzer gleichzeitig festmachen, wobei lediglich mit dem Heck des Bootes festgemacht werden darf (en: „stern mooring only“). An der bis zu 12 Metern schmalen Landzunge, die den See vom Bure trennt, kann flussseitig auch langseits gegangen werden. Zwischen den beiden Einfahrten vom Fluss in den See befindet sich eine 10 mal 50 Meter große Insel. Mit dem Auto erreicht man den Parkplatz am Salhouse Broad über eine Nebenstraße der von Acle nach Wroxham führenden B1140.

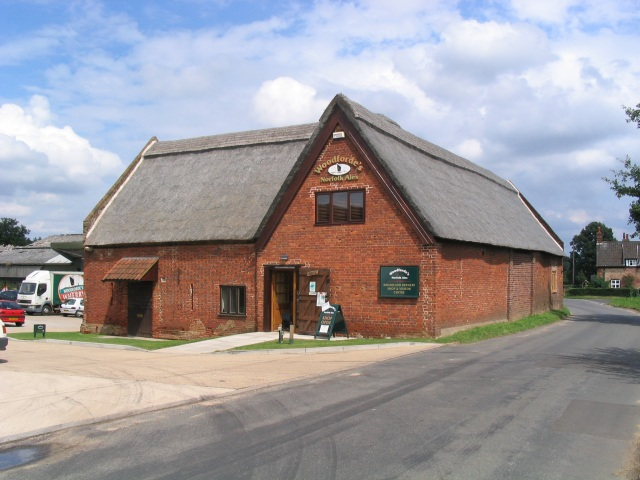
Besucherzentrum der Woodforde’s Brauerei, Woodbastwick

Der Ort Salhouse ist ein langgestrecktes Dorf, das sich entlang der Straße nach Wroxham erstreckt. Es ist über einen rund einen Kilometer langen Pfad mit dem Salhouse Broad verbunden. Der nahegelegene Ort Woodbastwick ist ein als malerisch bezeichnetes Dorf, dessen wesentliches Merkmal die Brauerei Woodfordes Norfolk Ales ist. In einem Besucherzentrum mit Ausschank kann das Bier verkostet werden. Am See können Kanus und Kajaks für eine Stunde bis zu einem ganzen Tag gemietet werden.
Für das Anlegen mit Sportbooten wird eine geringe Gebühr erhoben. Die Einnahmen fließen in die Verwaltung und Erhaltung des Salhouse Broad. Zu den Einrichtungen gehören: Trinkwasser, Abfallbehälter und öffentliche Toiletten. Der See und seine Umgebung sind die Heimat von Glockenblumen und Scharbockskraut im Frühling, Tagpfauenaugen und gebänderten Prachtlibellen im Sommer, Weißdorn, Stechpalmen und Schirmpilzen im Herbst und Wildvögeln, die im Winter auf dem See Schutz suchen.

## Geschichte

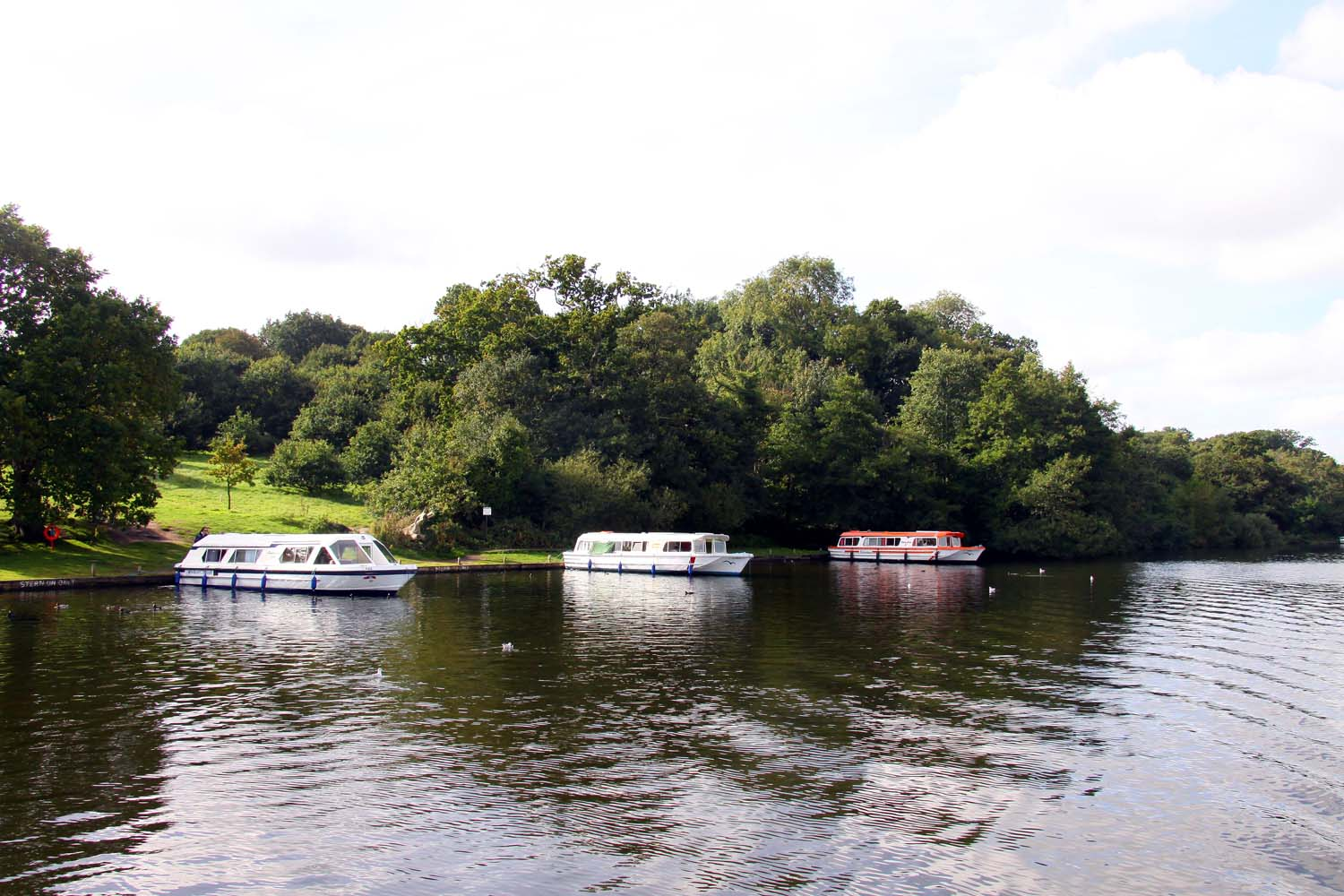
Anlegestelle am Südufer

Im Mittelalter wurde im Bereich des Salhouse Broads von Hand Sand und Kies abgebaut, wodurch sich eine Bodensenke ergab. Diese wurden im 14. Jahrhundert vom Wasser des Flusses Bure überflutet. Mitte des 17. Jahrhunderts wuchs auf dem Hügel mit Blick auf den See eine mächtige Eiche, die nach wie vor einen Anziehungspunkt darstellt.
Im Jahr 1926 wurde der See von privater Hand erworben. Das Wrack einer schnellen Motorbarkasse aus dem Ersten Weltkrieg liegt am Ufer des südöstlichen Ausläufers des Sees. Es handelt sich vermutlich um ein U-Jagdboot oder ein Kanonenboot. In den Jahren 1915 und 1916 waren 580 Motorbarkassen dieser Art (en: „Motor Launches“) für die Royal Navy in Kanada hergestellt worden. Nach dem Krieg wurden diese Boote verkauft und als Freizeitboote genutzt. Eines davon, auf den Namen Water Witch („Wasserhexe“) getauft, war an der Bure beheimatet. Zu Beginn des Zweiten Weltkriegs wurde das Boot zusammen mit anderen vom Verteidigungsministerium beschlagnahmt und am Salhouse Broad mit Pfosten und Drähten verankert, um deutsche Wasserflugzeuge und Spione von einer Landung abzuhalten. Nach dem Zweiten Weltkrieg wurden alle ähnlichen Boote, die noch in gutem Zustand waren, in Bootswerften repariert. Die Water Witch war jedoch im Salhouse Broad untergegangen. Das Wrack ist von Schilf und Sträuchern überwuchert. Im Zweiten Weltkrieg war Salhouse Broad ein beliebtes Ausflugsziel, da die Strände entlang der Küste gesperrt und gegen eine deutsche Invasionen geschützt waren.
Im Jahr 1982 pachtete die Broads Authority den Salhouse Broad für 21 Jahre, um umfangreiche Sanierungsarbeiten zur Verbesserung der Wasserqualität durchzuführen. Seit 2003 ist der See wieder in privater Selbstverwaltung.
Ein im Jahr 1962 entstandener Film der British Pathé zeigt, wie der See und seine Umgebung intensiv für den Segel- und Kanusport genutzt wurde.